# Bystus csikii
Bystus csikii es una especie de coleóptero de la familia Endomychidae.

## Distribución geográfica
Habita en Usambara.